# Perscheloribates lanceolatus
Perscheloribates lanceolatus är en kvalsterart som först beskrevs av Aoki 1984.  Perscheloribates lanceolatus ingår i släktet Perscheloribates och familjen Scheloribatidae. Inga underarter finns listade i Catalogue of Life.